# اوترزوم
اوترزوم (به آلمانی: Utersum) یک شهر در آلمان است که در نوردفرایسلند واقع شده‌است. اوترزوم ۴۱۷ نفر جمعیت دارد.